# Jim Hingerty
James Hingerty (q3 1875 – 1909) là một cầu thủ bóng đá người Anh thi đấu ở Football League cho Stoke.

## Sự nghiệp
Hingerty sinh ra ở Walsall và nhập ngũ khi còn là thiếu niên thi đấu North Staffordshire Regiment. Ông rời quân đội năm 1896 và gia nhập Stoke nơi anh ghi 6 bàn trong 12 trận ở mùa giải 1896–97 và ông thi đấu cùng số trận với mùa giải tiếp theo ghi 2 bàn. Năm 1897 ông rời Stoke và gia nhập Rushden Town.

## Thống kê sự nghiệp
| Câu lạc bộ          | Mùa giải            | Giải vô địch        | Giải vô địch | Giải vô địch | Cúp FA | Cúp FA | Tổng | Tổng |
| Câu lạc bộ          | Mùa giải            | Hạng đấu            | Trận         | Bàn          | Trận   | Bàn    | Trận | Bàn  |
| ------------------- | ------------------- | ------------------- | ------------ | ------------ | ------ | ------ | ---- | ---- |
| Stoke               | 1896–97             | First Division      | 10           | 4            | 2      | 2      | 12   | 6    |
| Stoke               | 1897–98             | First Division      | 10           | 2            | 2      | 0      | 12   | 2    |
| Tổng cộng sự nghiệp | Tổng cộng sự nghiệp | Tổng cộng sự nghiệp | 20           | 6            | 4      | 2      | 24   | 8    |